# Polycarena
Polycarena es un género con 56 especies de plantas de flores perteneciente a la familia Scrophulariaceae. 

## Especies seleccionadas
- Polycarena alpina
- Polycarena aemulans
- Polycarena arenaria
- Polycarena aethiopica
- Polycarena augei

- Datos: Q9061518
- Especies: Polycarena